# Файерстин, Харви
Ха́рви Фа́йерстин (англ. Harvey Fierstein; род. 6 июня 1952, Бруклин, Нью-Йорк) — американский драматург, актёр театра, кино, телевидения и озвучивания. Является геем, часто озвучивает и играет женских персонажей. Один из двух человек в истории театра, выигравших «Тони» в 4 различных категориях (второй — Томми Тьюн).

## Биография
Харви Форбс Файерстин родился 6 июня 1954 года в Бруклине в еврейской семье эмигрантов из Восточной Европы. Мать — Жаклин Гарриет (в девичестве — Гилберт; ум. в мае 2012), работала школьным библиотекарем, отец — Ирвинг Файерстин (ум. в середине 1970-х) трудился на производстве носовых платков, есть старший брат. Мальчика воспитывали в духе консервативного иудаизма, но он предпочёл путь атеизма. Близкие родственники весьма благосклонно приняли признание 13-летнего Харви, что он интересуется представителями своего пола, так как с самого детства видели, что он тяготеет к девичьим игрушкам.
Окончив 9 классов средней школы, Файерстин три года отучился в старшей школе искусства и дизайна; в 1973 году окончил Институт Пратта со степенью бакалавр изящных искусств; впервые на театральных подмостках появился в театре англ. La MaMa Experimental Theatre Club.
Успех пришёл к Файерстину в одночасье: в 1982 году состоялась премьера спектакля «Сентиментальная песня» по его пьесе. Эта постановка принесла ему две премии «Тони», две премии «Драма Деск», «Мировую театральную награду», а экранизация этого произведения (6 лет спустя) — Премию «Независимый дух».
Будучи геем, «открылся» значительно раньше, чем это сделали большинство знаменитостей. Начал карьеру с выступлений в жанре стендап, часто выступал в образе «дрэг-квин».
В 1983 году впервые выступил как актёр озвучивания (голос демона в телефильме «Дело об убийстве демона»), в следующем году состоялся дебют актёра на широком экране (роль Берни Уитлока в комедии «Гарбо рассказывает»).
В 2002 году вышла 40-страничная книга англ. The Sissy Duckling для детей 5—8 лет, написанная Файерстином. Эта книга была написана им по одноимённому мультфильму 2000 года, в котором Файерстин выступил сценаристом и озвучил главную роль.
В 2007 году Харви Файерстин был включён в Американский театральный зал славы.
В 2013 году призвал бойкотировать Олимпиаду в Сочи из-за гомофобных законов в России, предельно жёстко высказавшись о деятельности президента РФ: «Есть только два пути для борьбы с тираном: взять крысу измором или уничтожить её…»
По состоянию на 2014 год живёт в городке Риджфилд, штат Коннектикут.

## Избранные работы

### Театр
- 1971 — Свинина / Pork — роль уборщицы-лесбиянки с астмой (реж. Энди Уорхол)[9]
- 1982 — Сентиментальная песня[англ.] / Torch Song Trilogy — сценарий и исполнение главной роли[12] (Арнольд Бекофф)
- 1988 — Legs Diamond — сценарий
- 2002—2004 — Лак для волос / Hairspray — роль Эдны Тёрнблэд (в 711 спектаклях)
- 2004—2006, 2009 — Скрипач на крыше / Fiddler on the Roof — роль Тевье-молочника[англ.][13]
- 2007 — Свадебный подарок, или Всё как у людей[англ.] / A Catered Affair — сценарий и исполнение главной роли
- 2011 — Клетка для чудаков[англ.] — сценарий[14] и роль Элбин / Заза
- 2012 — Продавцы новостей[англ.] / Newsies — сценарий[15]
- 2012 — Чумовые боты[англ.] / Kinky Boots — сценарий[7]
- 2014 — англ. Casa Valentina — сценарий[16]

### Актёр кино и телевидения
Только те ленты, в которых актёр появился «вживую». Об озвучивании «за кадром» см. следующий раздел.
- 1984 — Гарбо рассказывает / Garbo Talks — Берни Уитлок
- 1986 — Полиция Майами / Miami Vice — Бенедикт (серия «The Fix»)
- 1988 — Сентиментальная песня / Torch Song Trilogy — Арнольд Бекофф
- 1992 — Урожай / The Harvest — Боб Лакин
- 1993 — Миссис Даутфайр / Mrs. Doubtfire — Фрэнк Хиллард
- 1994 — Пули над Бродвеем / Bullets over Broadway — Сид Лумис
- 1994 — Папины дочки / Daddy's Girls — Деннис Синклер (в 3 эпизодах)
- 1995 — Доктор Джекилл и мисс Хайд / Dr. Jekyll and Ms. Hyde — Ив Дюбуа
- 1995 — Целлулоидный шкаф / The Celluloid Closet — камео
- 1996 — День независимости / Independence Day — Марти Гилберт
- 1997 — Кулл-завоеватель / Kull the Conqueror — Джуба
- 1998 — Медвежатники[англ.] / Safe Men — Лео
- 1999 — Цена успеха / Double Platinum — Гэри Миллштейн
- 2000 — 100 проблем и девушка / Playing Mona Lisa — Беннетт, пианист, учитель музыки
- 2002 — Убить Смучи / Death to Smoochy — Мерв Грин
- 2003 — Дюплекс / Duplex — Кеннет, риэлтор
- 2006 — Год без Санта-Клауса[англ.] / The Year Without a Santa Claus — Хит Майзер[англ.], демон всемирной тёплой погоды

### Актёр озвучивания
- 1984 — Времена Харви Милка / The Times of Harvey Milk — рассказчик за кадром
- 1990 — Симпсоны / The Simpsons — Карл Карлсон (в эпизоде «Симпсон и Далила»)
- 1998 — Мулан / Mulan — Яо, солдат — «Царь горы»
- 2004 — Мулан 2 / Mulan II — Яо, солдат — «Царь горы»
- 2005 — Королевство сердец 2 — Яо, солдат — «Царь горы» (в англоязычном издании)
- 2006 — Фарс пингвинов / Farce of the Penguins — Шейла, пингвин
- 2008 — Гриффины / Family Guy — Трейси, бывшая девушка Брайана (в эпизоде «Прежняя жизнь Брайана»)
- 2009 — Как я встретил вашу маму / How I Met Your Mother — голос курящей Лили (в эпизоде Last Cigarette Ever)
- 2012 — Ночь в супермаркете[англ.] / Foodfight! — жирный кот-грабитель

### Прочие работы
- 2001—2005 — телевизионный новостной журнал англ. In the Life — камео, ведущий (в 14 выпусках)
- В 2003 году выступил на Параде Дня благодарения Macy’s[англ.] в роли Эдны Тёрнблэд («Лак для волос»), одетой в костюм миссис Санта-Клаус[17][18].

## Избранные награды и номинации
- 1983 — Премия «Тони» за лучшую мужскую роль в пьесе за роль (и постановку) в пьесе «Сентиментальная песня»[англ.] — победа.
- 1984 — Премия «Тони» за лучший сценарий для мюзикла (англ. Tony Award for Best Book of a Musical) за мюзикл «Клетка для чудаков»[англ.] — победа.
- 1989 — CableACE Award в категории «Лучший актёр драматической или театральной постановки» за роль в Tidy Endings — номинация; за сценарий к этой же постановке — победа.
- 1989 — Премия «Независимый дух» в категории «Лучший актёр главной роли» за роль в фильме «Сентиментальная песня» — номинация.
- 1992 — Прайм-тайм премия «Эмми» в категории «Лучший актёр второго плана в комедийном телесериале» за роль в сериале «Весёлая компания» — номинация.
- 1994 — GLAAD Media Awards — «Награда за открытость».
- 2000 — англ. Humanitas Prize в категории «Детская анимация» за озвучивание одного эпизода в мультсериале «Сказочные истории для всех детей»[англ.] — победа.
- 2003 — Премия «Тони» за лучшую мужскую роль в мюзикле за роль Эдны Тёрнблэд в мюзикле «Лак для волос» — победа.
- 2003 — Драма Деск в категории «Лучший актёр мюзикла» за роль Эдны Тёрнблэд в мюзикле «Лак для волос» — победа.
- 2003 — Драма Лонг
- 2012 — Награда англ. Casting Society of America — «Золотое яблоко»